# 米高·杜爾尼
米高·杜爾尼（英語：Michael Doyle，1988年4月4日—），出生在都柏林，是一名愛爾蘭足球員，司職中場，出身蘇超老字號之一的些路迪，現效力英乙球會樸茨茅斯。
杜爾成名於他的上陣率和強硬的風格。他的生涯在些路迪展開，亦曾效力丹麥球會阿曉士。杜爾尼曾經代表愛爾蘭上陣過一次。

## 生平

### 球會
早年
1998年8月，杜爾尼在些路迪正式從學徒球員轉為全職球員。他和當時的隊友利姆·米拿一同被外借至丹超球會阿曉士，杜爾尼合共代表其上陣了22場聯賽賽事和攻入4球。他效力些路迪期間從未以一隊身份上陣過一場聯賽賽事。
高雲地利
借用期結束後，杜爾尼被曾在些路迪與其共事的時任高雲地利助教艾力·伯蘭克所推薦，而前往了高雲地利試訓並表現優秀，他因此獲得時任領隊加利·麥亞里士打所簽入。
2003年8月，杜爾尼在聯賽杯對彼德堡的賽事中首次上陣，並在其後客場對葉士域治的賽事中攻入其加盟以來的首球，協助球隊以1-1戰平對手。杜爾尼不論在加利·麥亞里士打還是艾力·伯蘭克的麾下，均常出任正選。
在彼得·列特出任領隊期間，杜爾尼延續他的優秀表現，並與時任隊長史堤芬·曉士建立一個有效的夥伴關係。彼得·列特離開後，米奇·阿當斯接任領隊一職，杜爾尼在對屈福特的賽事中取得入球，並贏得該場重要賽事，使球會最終不需要從英冠降班。
2005/06球季，杜爾尼繼續出任正選，並在聖誕節期間擔任隊長，其中包括以2-0擊敗狼隊的賽事，在此之前他因為在主場對克魯的賽事中與球證爭辯而被停賽。
2008/09球季，新領隊基斯·高文上任後，杜爾尼亦得到的重用，上陣了全部39場競賽賽事。不過，當森美·奇寧根於2009年夏天從諾域治加盟後，杜爾尼發現他的正選位置受到威脅，這亦是他為何希望在其他球會尋找保證一隊上陣的原因。
8月6日，杜爾尼被外借至列斯聯長達整季。他在聯賽揭幕戰對艾斯特城的賽事中首次上陣。他加盟列斯聯後一直都是正選上陣。他更幾乎在以4-1擊敗基寧咸的賽事中取得入球，惟他的施射卻中楣而反彈給隊友謝美伊·碧福特，後者不負所託，一箭中鵠。
錫菲聯
2011年1月25日，杜爾尼自由轉會至英冠球會錫菲聯，簽約兩年。
2012年9月20日，錫菲聯與杜爾尼續約，令其留隊至2015年夏季。

### 國家隊
2006年5月24日，杜爾尼代表愛爾蘭在對智利的賽事中上陣。2007年11月20日，他代表愛爾蘭B隊在對蘇格蘭B隊賽事中首次上陣。

## 榮譽
- 高雲地利年度足球員：2004/05年；

## 外部連結
- （英文）Michael Doyle player profile at ccfc.co.uk
- （英文）足球数据库：米高·杜爾尼的球员统计数据

| 奖项与成就           | 奖项与成就                     | 奖项与成就           |
| -------------------- | ------------------------------ | -------------------- |
| 前任： 史提芬·禾諾克 | 高雲地利年度最佳球員 2004-2005 | 繼任： 加利·麥舒菲爾 |